# Informationszeitalter
Dieser Artikel wurde auf der Qualitätssicherungsseite des Portals Soziologie eingetragen. Dies geschieht, um die Qualität der Artikel aus dem Themengebiet Soziologie auf ein akzeptables Niveau zu bringen. Hilf mit, die inhaltlichen Mängel dieses Artikels zu beseitigen, und beteilige dich an der Diskussion. (Artikel eintragen)
In der engeren Wortbedeutung stellt das Informationszeitalter, auch als Computerzeitalter oder Digitalzeitalter bezeichnet, nach der Agrargesellschaft und dem Industriezeitalter die dritte Epoche der (Wirtschafts- und) Gesellschaftsformen dar. Der Übergang vom Industrie- zum Digitalzeitalter wird als „digitale Revolution“ bezeichnet. Je nach zugrunde liegenden Parametern gibt es jedoch auch erweiterte Wortbedeutungen.

## Informationszeitalter in der engeren Wortbedeutung
Das Hauptmerkmal des Informationszeitalters besteht darin, dass Informationen überwiegend in digitaler Form in der „digitalen Welt“ gespeichert und übermittelt werden. Gekennzeichnet ist diese Phase auch von der zentralen Bedeutung von Information als Rohstoff und Ware. Erst durch die elektronische Datenverarbeitung und die Globalisierung von Informationsflüssen mit Lichtgeschwindigkeit konnte diese zentrale Stellung erlangt werden.
Der Soziologe Manuel Castells erläutert den Begriff wie folgt:

„Informationszeitalter [...] bezeichnet eine historische Epoche menschlicher Gesellschaften.
Das auf mikroelektronisch basierten Informations- und Kommunikationstechnologien
sowie der Gentechnologie beruhende technologische Paradigma, welches
diese Epoche charakterisiert, ersetzt bzw. überlagert das technologische Paradigma
des Industriezeitalters, das primär auf der Produktion und Distribution von
Energie beruht.“

## Informationszeitalter in weiter gefassten Wortbedeutungen
Für Neil Postman ist das Informationszeitalter mit einem exponentiellen Wachstum von Informationen verbunden, über die die Menschheit zu einem bestimmten Zeitpunkt verfügen kann. Das stetige Wachstum der verfügbaren Menge an Informationen beginnt ihm zufolge bereits mit der Erfindung des Buchdrucks durch Johannes Gutenberg. Postman weist ausdrücklich die Engführung der Standarddefinition des Begriffs Informationszeitalter zurück: „Nichts wäre irreführender als die Behauptung, die Computertechnologie habe das Informationszeitalter hervorgebracht. Die Druckpresse hat damit begonnen, und seither sind wir nicht mehr von ihr losgekommen.“
Robert Darnton behauptet, dass jedes Zeitalter ein Informationszeitalter gewesen sei. Er begründet das damit, dass Informationen in der Kommunikation zwischen Menschen immer schon die Form der Nachricht angenommen hätten und dass diese Form ein „Artefakt“ sei.
Gert Scobel fragt sich zwar, „ob nicht die Einführung der Schrift den Anfang des Informationszeitalters markiert“, gibt aber zu bedenken, dass seit der internationalen Vernetzung digitaler Daten sich völlig neue Strukturen ergeben hätten, die es geboten erscheinen ließen, von einer Informationsgesellschaft im engeren Wortsinn zu sprechen.